# Soneto 13

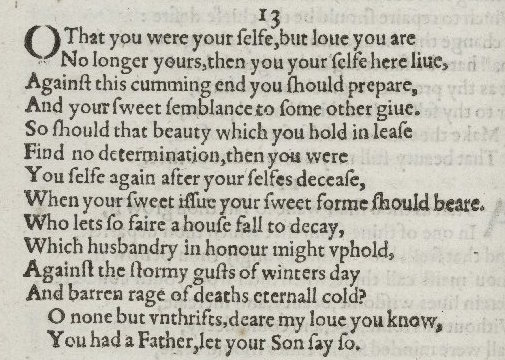
Soneto 13 de Shakespeare, 1609.

| Soneto 13 |
| --- |
| O that you were yourself, but love you are No longer yours, than you yourself here live, Against this coming end you should prepare, And your sweet semblance to some other give. So should that beauty which you hold in lease Find no determination, then you were Youeself again after yoursel's decease, When your sweet issue your sweet form should bear. Who lets so fair a house fall to decay, Which husbandry in honour might uphold, Against the stormy gusts of winter's day And barren rage of death's eternal cold? O one but unthrifts, dear my love you know, You had a Father, let your Son say so. |
| –William Shakespeare |

El Soneto 13 es uno de los 154 sonetos escritos por el dramaturgo y poeta inglés William Shakespeare. Está considerado como uno de los sonetos shakespearianos sobre la procreación dentro de la secuencia dedica al Fair Youth.
En el soneto, el hablante declara su admiración y amor por la belleza de la juventud, pero advierte a esta figura de la juventud que la perderá si no se revitaliza a sí mismo a través de la descendencia. Los argumentos principales que se hacen en este soneto de procreación son el mantenimiento de la autoidentidad y el deber de la propia herencia. Su tono en todo el soneto es íntimo, destacando el tema del afecto por la juventud que prevalece en los primeros diecisiete sonetos.

## Traducción
¡Oh! ¡Si vos, fuerais vuestro! Pero, amor, voz seréis,

de voz tan solamente, mientras viváis aquí.

Contra el final cercano ya debéis prepararos,

plasmando en algún otro, vuestro dulce semblante.

Así, aquella belleza, que vos gozáis a préstamo

no hallaría final. Entonces volveríais,

a ser vos, aún después, de vuestra propia muerte,

ya que la dulce prole, tendrá tus mismas formas.

¿Quién deja derrumbarse, un hogar tan hermoso,

que un regente viril, con honor mantendría,

contra los elementos de un cruel día de invierno,

y el estéril rencor del frío de la muerte?

Sólo un derrochador y tú, amor, bien lo sabes:

Vos tuvisteis un padre, que a ti, te nombre un hijo.